# Keita Kanemoto
Keita Kanemoto (金本 圭太 Kanemoto Keita?), född 13 juli 1977 i Hiroshima prefektur, är en japansk före detta fotbollsspelare.
Kanemoto började sin karriär 1996 i Sanfrecce Hiroshima. 1999 flyttade han till Oita Trinita. Han avslutade karriären 2003.